# تپه دراشکفت ۲
تپه دراشکفت ۲ مربوط به هزاره سوم و ۴ قبل از میلاد است و در شهرستان خرم‌آباد، بخش پاپی، دهستان سپید دشت، ۱۵۰ متری شرق روستای دراشگفت واقع شده و این اثر در تاریخ ۸ بهمن ۱۳۸۵ با شمارهٔ ثبت ۱۷۰۰۹ به‌عنوان یکی از آثار ملی ایران به ثبت رسیده است.